# Barbro Alving
Barbro Alving (12 janvier 1909 – 22 janvier 1987) est une journaliste, écrivaine, pacifiste et féministe suédoise, utilisant le pseudonyme Bang. Elle fut rédactrice, entre autres, du Dagens Nyheter et des magazines Idun et Vecko-Journalen. Elle est reporter lors de la Guerre d'Espagne, la Seconde Guerre mondiale et la Guerre froide,.

## Biographie
Alving est née à Uppsala, la fille de Fanny Alving et Hjalmar Alving. Son père est un professeur de littérature nordique et sa mère était une écrivaine. Pendant son enfance, sa famille déménage à Stockholm.
Alving ne s'est jamais mariée, mais elle a une fille, Maud Fanny Alving, avec l'illustrateur et artiste Birger Lundquist en 1938. Maud, mieux connu sous le nom Ruffa Alving-Olin, est également journaliste, qui recueilli et publia des lettres, des notes et d'autres documents sur sa mère. Alving se met en  ménage avec Anna Laura Sjöcrona lorsque sa fille a un an, et les trois constituait « un autre genre de la famille », selon Alvin-Olin. Alving et Sjöcrona vécurent ensemble pendant plus de 40 ans, jusqu'à la mort de la première.

## Carrière
Alving est secrétaire de rédaction de l'hebdomadaire Idun de 1928 à 1931, puis journaliste au Dagens Nyheter de 1934 à 1959. À l'âge de 27 ans, elle fait des reportages sur les Jeux olympiques de 1936 à Berlin et la Guerre civile espagnole. Dagens Nyheter l'envoie en tant que journaliste écrire sur la Guerre d'Hiver en Finlande en 1939-1940, l'occupation allemande de la Norvège en 1940, et la Révolution hongroise en 1956. En tant que correspondant à l'étranger, elle fait des reportages aux États-Unis, au Vietnam, en Afrique et en Extrême-Orient. 
Alving devient pacifiste, et se convertit au catholicisme en 1959. Elle soutient la campagne dans les années 1950 afin de prévenir l'acquisition d'armes nucléaires par la Suède. En raison de ses convictions, elle quitte le Dagens Nyheter, dont le rédacteur-en-chef est en faveur d'une défense nucléaire suédoise et rejoint l'hebdomadaire Vecko-Journalen. Elle est appelée à faire un service de protection civile service, mais refuse et est incarcérée à Prinson de Långholmen à Stockholm pour un mois. Elle raconte cette période dans son livre, Dagbok från Långholmen (Journal de Långholmen) (1956). 
Alving est inspirée en tant que journaliste, féministe et pacifiste par Elin Wägner. Elle recueille le matériel biographique  de cette dernière après sa mort en 1949, qui deviendra une biographie écrite par Ulla Isaksson et Erik Hjalmar Linder.
Elle a publié plusieurs livres, dont un volume annuel de ses articles de journaux sous le pseudonyme de "Käringen mot strömmen" ("vieille femme à contre-courant", en faisant allusion à un proverbe suédois du 12e siècle) ; cette publication s'étale de 1946 à 1973. Elle écrit également plusieurs scénarios de films, et reçoit le Grand prix des Neuf en 1975. La revue féministe Bang est nommée d'après elle.

## Galerie

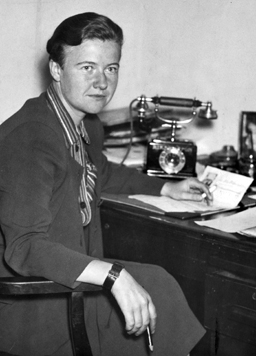
Barbro Alving, 1939.
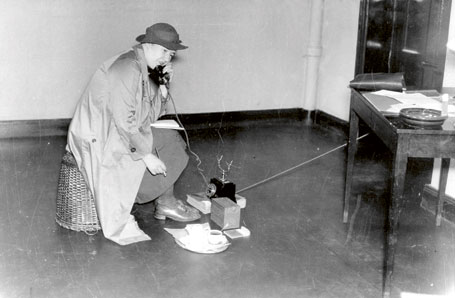
Barbro Alving, 1939.